# (136120) 2003 LG7
(136120) 2003 LG7 — транснептуновый объект, расположенный в поясе Койпера. Он был открыт 1 июня 2003 года Марком В. Буйе.

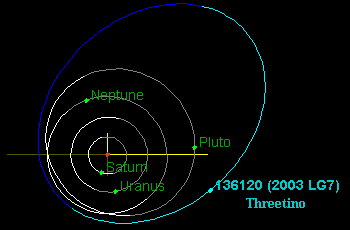
Вытянутая орбита «тритино» 2003 LG_{7} по сравнению с Плутоном и Нептуном

Он находится в резонансе 1:3 с планетой Нептун. За время, потраченное (136120) 2003 LG7 на один оборот вокруг Солнца, Нептун успевает совершить три оборота.